# Растила (метростанция)
Метростанция Растила (на фински: Rastila; на шведски: Rastböle) е наземна станция на Хелзинкско метро, част от линията Итякескус- Вуосаари, в столицата на Финландия. Тя обслужва кварталa на Мери Растила и Растила източно Хелзинки.
Станцията е откритa в Хелзинки, на 31 август 1998 и е една от най-новите. Проектиране е от Irmeli Grundström и Juhani Vainio. Намира се на 2.0 километра от Пуотила и на 1.2 км от Вуосаари.

## Транспорт
На метростанцията може да се направи връзка с:
- автобуси с номера: 90A, 90N, 96, 96N, 98, 98A, J98, 519A

Метростанцията разполага с 38 паркоместа за автомобила.
- Перонът на метростанция „Растила“
- Входът на метростанция „Растила“
- Перонът на метростанция „Растила“

|  | Тази страница частично или изцяло представлява превод на страницата Rastila metro station в Уикипедия на английски. Оригиналният текст, както и този превод, са защитени от Лиценза „Криейтив Комънс – Признание – Споделяне на споделеното“, а за съдържание, създадено преди юни 2009 година – от Лиценза за свободна документация на ГНУ. Прегледайте историята на редакциите на оригиналната страница, както и на преводната страница, за да видите списъка на съавторите. ВАЖНО: Този шаблон се отнася единствено до авторските права върху съдържанието на статията. Добавянето му не отменя изискването да се посочват конкретни източници на твърденията, които да бъдат благонадеждни. |